# Ruprechtia zernyi
Ruprechtia zernyi là một loài thực vật có hoa trong họ Rau răm. Loài này được (Standl.) R.A. Howard miêu tả khoa học đầu tiên năm 1960.